# Colonia la Toma
Colonia la Toma är en ort i Mexiko.   Den ligger i kommunen Amatlán de los Reyes och delstaten Veracruz, i den sydöstra delen av landet, 240 km öster om huvudstaden Mexico City. Colonia la Toma ligger 744 meter över havet och antalet invånare är 497.
Terrängen runt Colonia la Toma är huvudsakligen kuperad, men den allra närmaste omgivningen är platt. Runt Colonia la Toma är det ganska tätbefolkat, med 116 invånare per kvadratkilometer. Närmaste större samhälle är Córdoba, 6,1 km norr om Colonia la Toma. I omgivningarna runt Colonia la Toma växer huvudsakligen savannskog.